# NA-2040
La NA-2040 es una carretera que une el Valle de Aézcoa con el Valle de Arce por medio de Oroz-Betelu.

## Recorrido
| Denominación | Kilómetro | Salida                            | Carretera                         | Dirección                                          |
| ------------ | --------- | --------------------------------- | --------------------------------- | -------------------------------------------------- |
| NA-2040      | 0         |                                   | NA-140                            | Isaba/Izaba Auritz/Burguete Ochagavía/Otsagabia    |
| NA-2040      | 3         | Travesía de Olaldea (Oroz-Betelu) | Travesía de Olaldea (Oroz-Betelu) | Travesía de Olaldea (Oroz-Betelu)                  |
| NA-2040      | 7         | Travesía de Oroz-Betelu           | Travesía de Oroz-Betelu           | Travesía de Oroz-Betelu                            |
| NA-2040      | 7         |                                   | NA-2045                           | Iruzozqui Imirizaldu                               |
| NA-2040      | 9         | Travesía de la Foz de Iñarbe      | Travesía de la Foz de Iñarbe      | Travesía de la Foz de Iñarbe                       |
| NA-2040      | 13        |                                   |                                   | Lacabe                                             |
| NA-2040      | 14        |                                   |                                   | Muniáin de Arce Usoz Osa                           |
| NA-2040      | 16        |                                   | NA-1720                           | Orreaga/Roncesvalles Aoiz/Agoitz Lumbier/Irunberri |

- Datos: Q12264051